# Soleckie Olędry
Soleckie Olędry – dawne wsie, położone w powiecie bydgoskim, w sąsiedztwie Solca Kujawskiego. Mają charakter historyczny, gdyż pod koniec XIX wieku zostały wcielone do miasta Solec Kujawski.

## Położenie
Wsie określone nazwą Soleckie Olędry położone były na wschód, zachód i południe od Solca Kujawskiego, otaczając miasto z trzech stron. Zajmowały tereny zalewowe Wisły i nadzalewowe, przydatne do upraw rolnych oraz utrzymania łąk.

## Historia
Geneza wsi wokół Solca Kujawskiego wiąże się z usilnie popieranym w XVII i XVIII wieku przez starostów bydgoskich i soleckich osadnictwem czynszowym typu olęderskiego. Powstałe na tym terenie gminy olęderskie Przyłubie (1594), Otorowo, Łęgnowo, Fletnowo i Makowiska (1604) były pierwszymi jednostkami tego typu w powiecie bydgoskim. W zamian za czynsz roczny płacony na rzecz starosty, osadnicy mieli zagwarantowaną wolność religijną i osobistą oraz prawo do prowadzenia dowolnej działalności gospodarczej. Olędrzy wprowadzili na tych terenach wysoką kulturę rolną i hodowlę, a głównie umiejętność zagospodarowania terenów zalewowych.
Olędrzy osiedli na przedmieściach Solca Kujawskiego w 1605 r., otrzymując kontrakty z rąk starosty bydgoskiego Macieja Smoguleckiego. Za czasów urzędowania tego starosty, który związał się z opozycją wobec króla, wydzielono ze starostwa bydgoskiego niegrodowe starostwo soleckie. Kolejne kontrakty nadawali więc starostowie soleccy, a w XVIII wieku także burmistrzowie Solca. Po III wojnie północnej (1700-1721) w Soleckich Oledrach było więcej mieszkańców, niż w mieście Solcu. Rozróżniano wówczas Olędry Zamkowe płacące czynsz staroście soleckiemu oraz Olędry Miejskie, formalnie podległe miastu. Starościna Eleonora Jaraczewska nadała osadnikom tereny miejskie (25 włók), co zapoczątkowało spory z władzami miejskimi. W tym czasie powstały także tzw. Topole i Folwark Solecki, a Olędry Zamkowe rozrosły się do znacznych rozmiarów. Skład narodowościowy wsi początkowo holenderski, zmienił się w XVIII wieku na niemiecki i ewangelicki, co wynikało z charakteru gmin olęderskich, a także nowego osadnictwa, zaistniałego po spustoszeniach wojennych. Soleccy olędrzy byli rozproszeni. Ich siedziby znajdowały się w kierunku Przyłubia nad Wisłą i w kierunku Otorowa, a także na południe od miasta poniżej piaszczystej wysoczyzny (terasy pradolinnej) porośniętej Puszczą Bydgoską. Rozwój wsi po I rozbiorze Polski wiąże się z powszechną w tych okolicach kolonizacją niemiecką. Wsie zostały przejęte przez rząd pruski i wcielone do domeny bydgoskiej.
Spis miejscowości rejencji bydgoskiej z 1833 r. podaje, że we wsi miejskiej Soleckie Olędry (niem. Schulitzer Stadt-Hollander) mieszkało 322 osób (300 ewangelików, 22 katolików) w 42 domach. Istniał również folwark Schulitz, gdzie mieszkało 40 osób (31 ewangelików, 6 katolików, 3 żydów) w 2 domach oraz kolonia Soleckie Holendry Zamkowe (niem. Schulitzer Schlosshauland), gdzie mieszkało 267 osób (244 ewangelików, 23 katolików) w 31 domach. Według opisu Jana Nepomucena Bobrowicza z 1846 r. Soleckie Olędry były wsią, należącą do miasta Solca, natomiast Soleckie Olędry Zamkowe i folwark Solec były wsiami rządowymi należącymi do domeny bydgoskiej. W Olędrach Zamkowych znajdowała się filialna świątynia ewangelicka. Kolejny spis z 1860 r. w pobliżu Solca odnotowuje wsie, położone na łąkach przylegających do Puszczy Bydgoskiej. Wieś Soleckie Olędry Zamkowe (niem. Schulitzer Schlosshauland) liczyła 353 osoby (343 ewangelików, 10 katolików) w 43 domach. Z kolei folwark Schulitzer Schlossverwerk liczył 45 osób (28 ewangelików, 10 katolików, 7 żydów) w 3 domach. Natomiast wieś Soleckie Olędry Miejskie (niem. Schulitzer Stadt-hauland) liczyła 392 osoby (346 ewangelików, 46 katolików) w 56 domach. Miejscowości należały do parafii katolickiej i ewangelickiej w Solcu. Szkoła elementarna znajdowała się w Olędrach Zamkowych.
Natomiast dla roku 1884 Słownik geograficzny Królestwa Polskiego podaje, że Soleckie Holendry Miejskie obejmowały 449 ha gruntów, w tym 173 ha użytków rolnych, 41 ha łąk i 8 ha lasów. W 81 domach mieszkało tu 729 osób, w tym 620 ewangelików, 105 katolików i 5 żydów. W tym samym czasie Soleckie Holendry Zamkowe obejmowały 600 ha gruntów, w tym 292 ha użytków rolnych, 50 ha łąk i 138 ha lasów. Wieś była położona na południowy zachód od Solca. W 74 domach mieszkało tu 744 osób, w tym 704 ewangelików, 39 katolików i 1 żyd.
31 lipca 1897 r. Olędry Soleckie: Miejskie i Zamkowe przyłączono administracyjnie do miasta Solca, dzięki czemu ludność miasta wzrosła o 1731 osób. Odtąd Solec Kujawski liczył ponad 4 tys. mieszkańców.